# 活化能

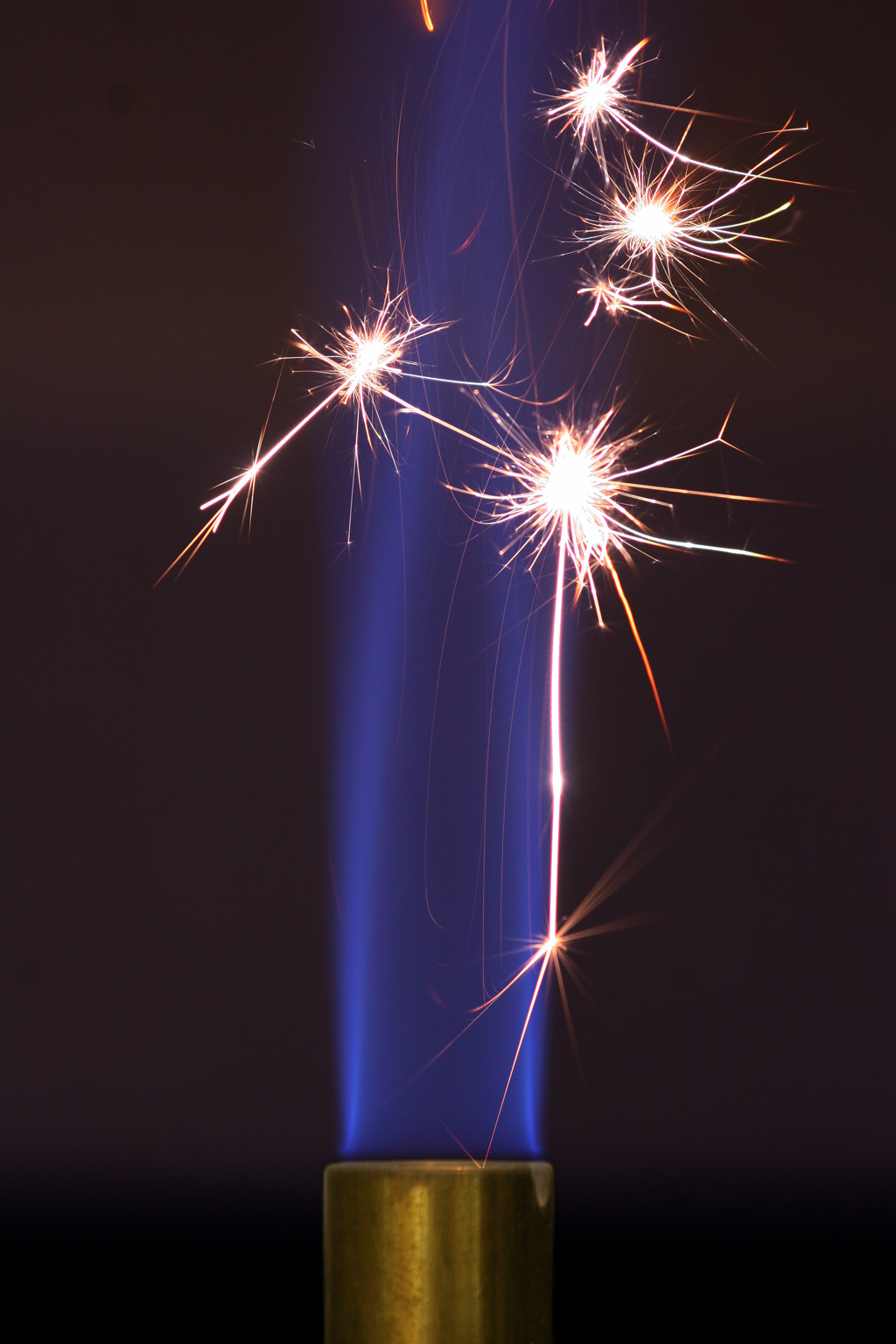
图中火花是用铁块敲击燧石提供活化能以点燃本生灯时产生；火花消失后，火焰燃烧所释放的能量足以维持蓝色火焰

活化能（Activation energy）是化学名词，又称为阈能。这名词由阿瑞尼斯在1889年引入，用来定义起化学反应須克服的能量障碍。活化能可以用于表示起化学反应所需的最少能量，活化能越高越难反应。反应活化能通常表示为Ea，单位是每摩幾千焦（kJ/mol）。
活化能基本上是表示势垒（有时称为能垒）的高度。